# 창원 진례산성
창원 진례산성(昌原 進禮山城)은 대한민국 경상남도 창원시 성산구에 있는 신라의 산성이다. 1993년 12월 27일 경상남도의 기념물 제128호로 지정되었다.

## 개요
경상남도 창원시 토월동과 김해시 진례면의 경계를 이루는 비음산에 있는 돌로 쌓은 포곡식 산성으로, 신라 때 축조한 것이다.
둘레가 약 4km에 이르는 성벽은 대부분 붕괴되었으나, 동벽의 일부 구간은 높이 1.5m, 너비 1m 정도 남아 있으며, 문터는 3군데서 확인되었다. 성의 남쪽은 비교적 험한 암벽의 산으로 출입이 불편하며, 북쪽으로는 긴 계곡이 형성되어 있어 차단이 용이한 지형이다. 또한 산성에서 내려다보면 김해평야와 창원 시가지가 한눈에 들어와 당시의 군사적 요충지였음을 알 수 있다.

## 참고 자료
- 창원 진례산성 - 국가유산청 국가유산포털
- 이 문서에는 문화재청에서 공공누리 제1유형으로 배포된 자료를 바탕으로 한 내용이 포함되어 있습니다.